# Chiesa di San Quirico (Angera)
La chiesa di San Quirico  è un edificio religioso realizzato ad Angera nel 1200.

## Storia
La chiesa di San Quirico è situata sul colle omonimo di Angera di fronte alla Rocca Borromea. La chiesa è dedicata al santo bambino Quirico che venne martorizzato nella località di Tarso in Cilicia all'epoca dell'imperatore romano Diocleziano.
La chiesa di San Quirico viene citata nel Liber Notitiae Sanctorum Mediolani di Goffredo da Bussero, risalente ai primi anni del 1300; è quindi probabile che essa fosse già esistente nel secolo precedente. Dopo questa notizia non si ha più documentazione fino alla visita pastorale dell'arcivescovo Carlo Borromeo che parla della chiesa di San Quirico come di un oratorio in rovina, ne ordina la distruzione con recupero dei materiali per la costruzione di un'altra chiesa dedicata a Santa Maria. L'ordine venne ignorato dagli angeresi.
Successivamente la devozione verso san Quirico non sembrò diminuire anche per tutto il XVIII secolo, dato che nelle cronache parrocchiali si parla di processioni che durano 3 giorni di fila chiamate Lettanie triduane. Nella successiva visita pastorale del 1749 l'arcivescovo Giuseppe Pozzobonelli trova la chiesa in ordine, merito delle ristrutturazioni a spese della comunità angerese.

## Struttura
Il piccolo edificio presenta un corpo centrale che stenta a raggiungere i 5 metri di lunghezza e 3,5 di larghezza. Il soffitto è a volta e inoltre vi è presente una cappella semicircolare e infine, appoggiato al muro che conduce a quest'ultima, vi è un altare di grandi dimensioni rispetto alla struttura.
Nonostante i lavori di ristrutturazione realizzati nel corso dei secoli, la chiesa presenta ancora diversi problemi alla struttura. A differenza di molte chiese del XII secolo, San Quirico possiede un cimitero adiacente.
Una volta usciti dal sentiero che conduce alla chiesa, sulla facciata a lato sud appare una meridiana posizionata nel 1988 e realizzata  dall'artista Alvinio Ravasi . Frontalmente si innalza un piccolo campanile color grigio cemento con una copertura piramidale.
La struttura della chiesa è a capanna; esternamente la parte inferiore delle pareti è stata lasciata intonacata, mentre la parte superiore è stata imbiancata di color giallo paglierino. Il tetto è rivestito di semplici tegole color mattone. L'area antistante l'entrata della chiesa è coperta da un porticato: sopra il portone di ingresso è fissata una lapide recante la frase: IL 23-VI-1935 IL CARDINALE SCHUSTER QUI SALITO CONCEDEVA 200 G.DI I.^ A CHI RECITA TRE VOLTE IL CREDO, testimonianza della visita pastorale del prelato ad Angera.